# العلاقات الألمانية التايوانية

الإمبراطورية الألمانية

في عام 1861، وقعت بروسيا مع سلالة تشينغ الحاكمة أول معاهدة صينية ألمانية خلال زيارة بعثة يولينبرغ للصين. بعد عشر سنوات من التوقيع على هذه المعاهدة، تأسست الإمبراطورية الألمانية، وورثت الدولة الجديدة المعاهدة التي وقعتها بروسيا. بقيت العلاقات التي تجمع الإمبراطورية الألمانية بالصين باردة، إذ انضمت ألمانيا إلى مجموعة القوى الإمبريالية، بما في ذلك روسيا وبريطانيا العظمى وفرنسا، في سعيها لخلق نفوذ لها في الإمبراطورية الصينية.
شارك الألمان في سحق ثورة الملاكمين التي انطلقت في الصين، بين عامي 1899 و1901، ضد الإمبريالية والتدخل الأجنبي والديانة المسيحية. بعد الحرب العالمية الأولى، تحسنت العلاقات الألمانية الصينية تدريجيًا، إذ ساعد المستشارون العسكريون الألمان الجيش الثوري الوطني التابع لحكومة الحزب القومي الصيني (الكومينتانغ) الحاكم في تايوان. تراجع الدعم الألماني للصين تدريجيًا خلال ثلاثينيات القرن العشرين مع تحالف أدولف هتلر مع اليابان. بعد الحرب العالمية الثانية، انقسمت كل من الصين وألمانيا إلى دولتين، ألمانيا الغربية الديموقراطية الليبرالية وجمهورية الصين في تايوان المتحالفتين مع الكتلة الغربية، وتحالف شيوعي مكون من ألمانيا الشرقية وجمهورية الصين الشعبية بدعم من الكتلة الشرقية. أدت توترات الحرب الباردة إلى تحالف الصين القومية وألمانيا الغربية مع الولايات المتحدة الأمريكية ضد الشيوعية، وتشكل بذلك تحالف ضد الصين الشيوعية. بالمقابل، تحالف الجزء الشرقي من ألمانيا مع الصين الشرقية من خلال الاتحاد السوفييتي.
أقامت ألمانيا الغربية علاقات دبلوماسية مع جمهورية الصين في عام 1955. بعد اعترافها بجمهورية الصين الشعبية في عام 1974، أقامت ألمانيا الغربية علاقات دبلوماسية غير رسمية مع الصين.

## تاريخ

### الأصول
مرت أول رحلة تجارة برية صينية ألمانية من خلال سيبيريا، وخضعت لضرائب العبور المفروضة من قبل حكومة روسيا الإمبراطورية. في سبيل زيادة ربحية عمليات التجارة بين البلدين، سلك التجار الألمان الطريق البحري، ووصلت أولى السفن التجارية الألمانية إلى الصين، كجزء من عمليات شركة التجارة الملكية البروسية الآسيوية في إمدن، في عهد أسرة تشينغ في خمسينيات القرن الثامن عشر.

### السنوات الأولى
في عام 1859، وبعد خسارة الصين في حرب الأفيون الثانية، أرسلت بروسيا بعثة يولينبرغ للتفاوض بشأن المعاهدات التجارية مع الصين واليابان وسيام. بتاريخ 2 سبتمبر 1861، وقع فريدريش ألبريشت تسو يولينبرغ، مع ممثل عن مكتب الخارجية في الإمبراطورية الصينية، اتفاقية تيانجين، التي فتحت باب العلاقات التجارية بين الصين والاتحاد الجمركي الألماني، ممثلًا ببروسيا، بشكل رسمي. أصبحت بروسيا فيما بعد الجزء القيادي والمسيطر من الإمبراطورية الألمانية المؤسسة حديثًا. ظلت اتفاقية تيانجين تحكم العلاقات الصينية الألمانية حتى اشتعلت الحرب العالمية الأولى في عام 1914، وذلك عندما تنصلت جمهورية الصين من الاتفاقية.
خلال أواخر القرن التاسع عشر، سيطرت الإمبراطورية البريطانية على التجارة الصينية الخارجية، وكان رئيس وزراء مملكة بروسيا، أوتو فون بسمارك، حريصًا على إقامة موطئ قدم ألماني في الصين لمجابهة الهيمنة البريطانية. في عام 1885، أجبر بسمارك برلمان الإمبراطورية الألمانية (الرايخستاغ) على تمرير مشروع قانون لدعم البواخر، الذي صب، بشكل مباشر، في مصلحة الصين. في العام نفسه، أرسل بسمارك إلى الصين أول مجموعة استقصائية مصرفية وصناعية بهدف تقييم إمكانية الاستثمار فيها، أثمرت البعثة عن إنشاء البنك الألماني الآسيوي في عام 1890. من خلال هذه الجهود، أصبحت ألمانيا، بحلول عام 1896، في المرتبة الثانية بالعلاقات التجارية مع الصين بعد بريطانيا.